# Oxihidrogen
L'oxihidrogen  (HHO) és una barreja d'hidrogen diatòmic i oxigen en una proporció que s'assumeix de 2:1, la mateixa de l'aigua. Quan aquesta barreja s'encén, la combustió produeix aigua, així com 142,35 kJ (34.116 calories gram) de calor per cada gram d'hidrogen cremat. L'oxihidrogen es produeix habitualment a partir de l'electròlisi de l'aigua. El va inventar el búlgar Yull Brown.